# Poeciloxestia sagittaria
Poeciloxestia sagittaria är en skalbaggsart som först beskrevs av Bates 1872.  Poeciloxestia sagittaria ingår i släktet Poeciloxestia och familjen långhorningar.
Artens utbredningsområde är:
- El Salvador.
- Nicaragua.
- Venezuela.

Inga underarter finns listade i Catalogue of Life.